# Hniezdne
Hniezdne este o comună slovacă, aflată în districtul Stará Ľubovňa din regiunea Prešov. Localitatea se află la altitudinea de 539 m deasupra n.m., se întinde pe o suprafață de 17,98 km2 și în 2017 număra 1.457 de locuitori.

## Istoric
Localitatea Hniezdne este atestată documentar din 1286.

## Demografie
| An:                | 1994 | 2004   | 2014   | 2024   |
| ------------------ | ---- | ------ | ------ | ------ |
| Număr de persoane: | 1370 | 1397   | 1446   | 1401   |
| Diferență:         |      | +1,97% | +3,50% | −3,11% |

| An:                | 2023 | 2024   |
| ------------------ | ---- | ------ |
| Număr de persoane: | 1409 | 1401   |
| Diferență:         |      | −0,56% |